# Stora och lilla Eken
Stora och lilla Eken eller Stor-eken och Lill-eken, är två öar i Vänern i Ekens skärgård. De ingår i ett naturvårdsområdet Kållands skärgårdar. Sundet mellan öarna är ett vassrikt område med mycket fåglar.
De gamla åkertegarna på Stora Eken hålls öppna med sommarbeten, som också skapat fina strandängar. I anslutning till åkermarkerna finns rester av gammal ädellövskog med ek, ask, lind och hassel, men även på andra ställen finns mindre bestånd av lövskog. Många grova ekstubbar inne i barrskogen antyder hur skogen en gång har sett ut.
Öarna har historiskt legat under Läckö kungsgård och på 1500-talet anlades skogvaktartorpet Stor-Eken på ön med samma namn. Omkring 1815 tillkom även torpet Gröneberg. Under 1810-talet blev torpen på Stor-eken boställe för lotsarna på Vänern, och på 1820-talet drev lotsen även sjökrog här. Senare kom torpen även att bebos av skutskeppare.
Dagens boningshus vid torpet Stor-Eken är uppfört omkring 1920 och ersatte då en framkammarstuga från 1770. Ladugårdslängen som är delvis byggd i skiftesverk under 1800-talet men senare tillbyggd. Vid Gröneberg finns ett timrat boningshus, flera timrade boningshus och en jordkällare, alla från 1800-talet. Ytterligare ett boningshus uppfördes vid Gröneberg i slutet av 1800-talet.